# フォース・インディア VJM04
フォース・インディア VJM04 (Force India VJM04) は、フォース・インディアが2011年のF1世界選手権参戦用に開発したフォーミュラ1カー。2011年の開幕戦から最終戦まで実戦投入された。

## 概要
2011年は各チームが厚みのないハイノーズを採用しているが、フォース・インディアは唯一太い形状のノーズを採用した。ロータス・T128と同様に、インダクションポッドは前年メルセデスGPが導入したブレード型ロールバーを選択した。
リアエンドのパッケージは外部供給品で構成している。7速ギアボックスは2009年シーズンより技術提携をしているマクラーレン製。本家マクラーレンと同様に、リアサスペンションをプルロッドに変更した。エンジンおよびKERSはメルセデス製である。
ピレリ製ワンメイクタイヤのパフォーマンスを引き出すため、元ブリヂストンのエンジニア松崎淳が加入した。また、ブロウンディフューザーの開発も重要課題としている。

## 記録
前半戦は結果が伴わなかったが、アップデートが成功して後半戦はコンスタントに予選Q3に食い込み、入賞圏内を争うようになった。新人ポール・ディ・レスタもチームに貢献し、最終的にザウバーを抜いてチーム最高成績となるコンストラクターズ6位を獲得した。
チーム初の地元開催レースとなった第17戦インドGPでは、インド映画「RA.ONE」とタイアップし、マシンのノーズに主演俳優シャー・ルク・カーンを描いた。
| 年   | No. | ドライバー   | 1   | 2   | 3   | 4   | 5   | 6   | 7   | 8   | 9   | 10  | 11  | 12  | 13  | 14  | 15  | 16  | 17  | 18  | 19  | ポイント | ランキング |
| 年   | No. | ドライバー   | AUS | MAL | CHN | TUR | ESP | MON | CAN | EUR | GBR | GER | HUN | BEL | ITA | SIN | JPN | KOR | IND | ABU | BRA | ポイント | ランキング |
| ---- | --- | ------------ | --- | --- | --- | --- | --- | --- | --- | --- | --- | --- | --- | --- | --- | --- | --- | --- | --- | --- | --- | -------- | ---------- |
| 2011 | 14  | スーティル   | 9   | 11  | 15  | 13  | 13  | 7   | Ret | 9   | 11  | 6   | 14  | 7   | Ret | 8   | 11  | 11  | 9   | 8   | 6   | 69       | 6位        |
| 2011 | 15  | ディ・レスタ | 10  | 10  | 11  | Ret | 12  | 12  | 18  | 14  | 15  | 13  | 7   | 11  | 8   | 6   | 12  | 10  | 13  | 9   | 8   | 69       | 6位        |

- 太字はポールポジション、斜字はファステストラップ。(key)